# 八軒家町
八軒家町（はちけんやちょう）は、愛知県名古屋市東区・北区の地名。

## 歴史

### 地名の由来
寛永年間において当地に尾張藩主徳川光友が大曽根邸を設けるに際して、御庭足軽8人が屋敷地としたことに由来するという。

### 沿革
- 明治初年 - 大曽根八軒家により、春日井郡八軒家町として成立[5]。
- 1880年（明治13年）
  - 2月5日 - 西春日井郡成立に伴い、同郡八軒家町となる[5]。
  - 11月6日 - 名古屋区八軒家町となる[5]。『角川日本地名大辞典』では、この時点を成立としている[4]。
- 1889年（明治22年）10月1日 - 名古屋市成立に伴い、同市八軒家町となる[5]。
- 1908年（明治41年）4月1日 - 東区成立に伴い、同区八軒家町となる[5]。
- 1946年（昭和21年）4月15日 - 東区八軒家町の一部が北区に編入され、北区八軒家町が成立する[1]。
- 1980年（昭和55年）2月10日 - 東区八軒家町の一部が、北区大曽根一丁目に編入される[1]。また、東区八軒家の一部が、同区芳野三丁目および徳川二丁目に編入される[5]。
- 1981年（昭和56年）9月20日 - 東区八軒家町および北区八軒家町の全域が、大曽根一丁目に編入され廃止される[1]。